# Broomella leptogiicola
Broomella leptogiicola är en svampart som först beskrevs av Cooke & Massee, och fick sitt nu gällande namn av Pier Andrea Saccardo 1891. Broomella leptogiicola ingår i släktet Broomella och familjen Amphisphaeriaceae.   Inga underarter finns listade i Catalogue of Life.